# Bundesautobahn 261
De Bundesautobahn 261 (kortweg: A261) is een 7 km lange, in de gemeente Rosengarten gelegen, snelweg die als verbinding tussen de A7 en de A1 dient. Deze snelweg voorkomt file op het nabijgelegen Horster Dreieck. Het verkeer dat vanuit Bremen naar Denemarken gaat, zal via deze snelweg naar de A7 gaan.